# Уерта-де-Рей
Уерта-де-Рей (ісп. Huerta de Rey) — муніципалітет в Іспанії, у складі автономної спільноти Кастилія-і-Леон, у провінції Бургос. Населення — 1088 осіб (2010).
Муніципалітет розташований на відстані близько 160 км на північ від Мадрида, 65 км на південний схід від Бургоса.
На території муніципалітету розташовані такі населені пункти: (дані про населення за 2010 рік)
- Інохар-дель-Рей: 76 осіб
- Уерта-дель-Рей: 792 особи
- Пеньяльба-де-Кастро: 87 осіб
- Кінтанаррая: 133 особи

## Демографія
Динаміка населення (INE ):

## Галерея зображень

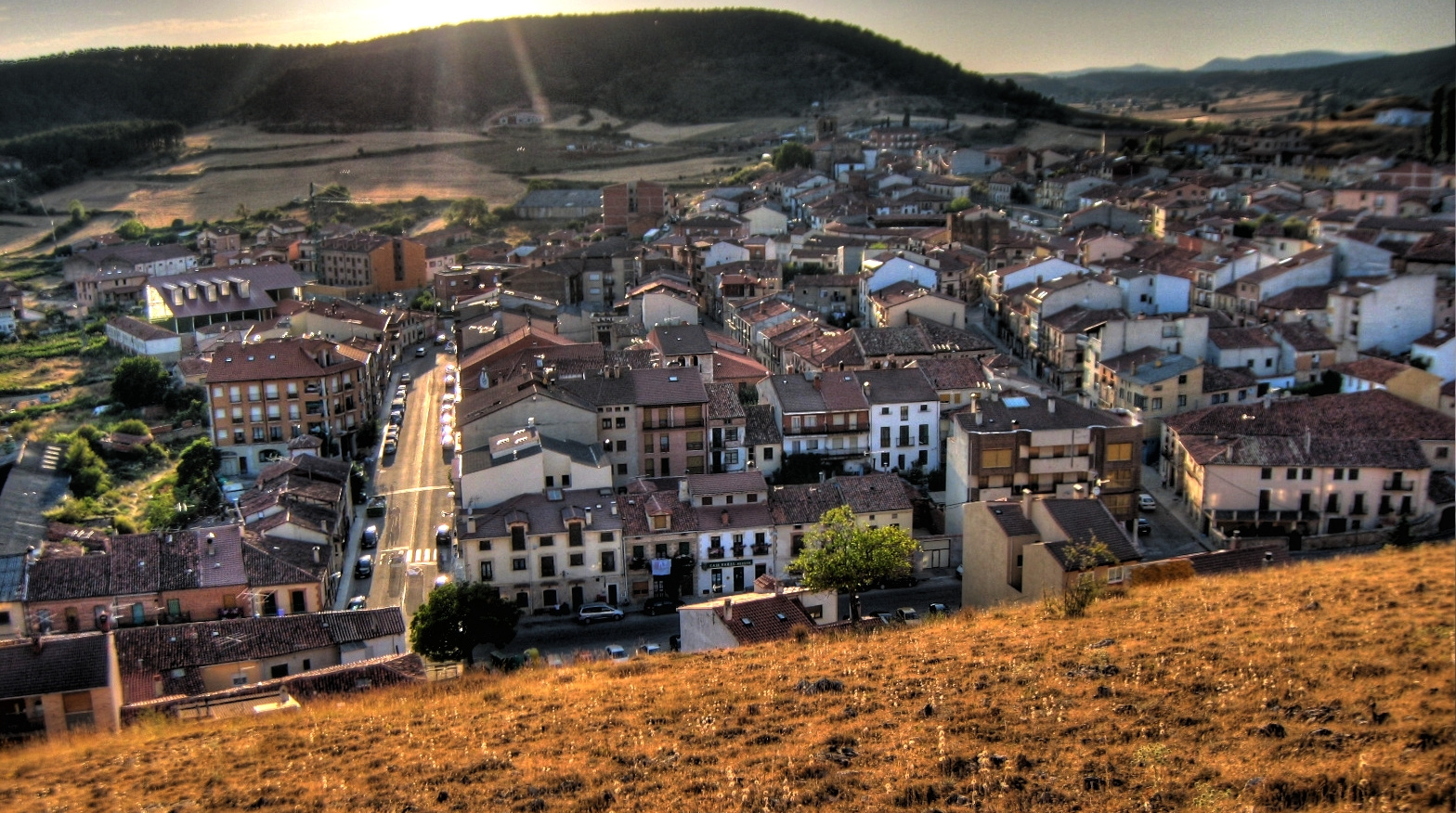
Уерта-де-Рей
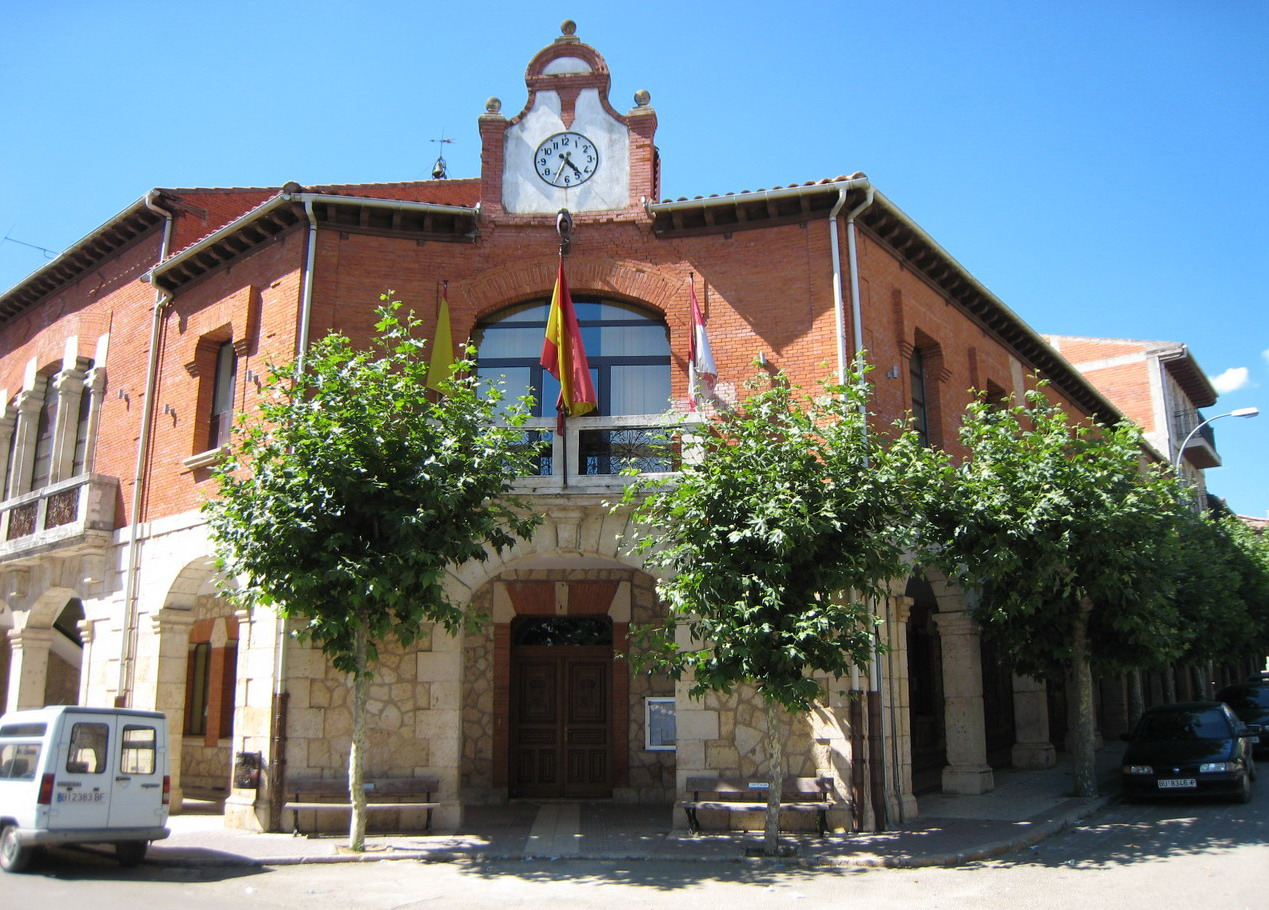
Муніципальна рада